# Piskolcliget

Piskolcliget (Scărișoara Nouă) település Romániában, a Partiumban, Szatmár megyében.